# Christian Marois
Pour les articles homonymes, voir Marois.
Christian Marois (né en 1974) est un astrophysicien canadien. Il est surtout connu pour avoir participé avec deux équipes à la publication des premières images directes de planètes extra-solaires en novembre 2008. La première a découvert 3 planètes autour de l'étoile HR 8799 à l'aide d'images des télescopes Keck et Gemini nord, et la seconde une planète autour de l'étoile Fomalhaut en utilisant des images du télescope spatial Hubble.

## Carrière
Il commence des études en physique à l'Université de Montréal et s'implique dans la recherche d'amas globulaires avec les professeurs René Racine et Howard Bond. Après sa graduation, il fait sa maîtrise et son doctorat à la même université sur la recherche d'exoplanètes, ayant comme superviseurs René Doyon, Daniel Nadeau et René Racine.

### Photographies directes d'exoplanètes
« Nous avons finalement réussi à saisir une véritable image d'un système solaire entier. Il s'agit d'un jalon dans la quête de systèmes planétaires orbitant autour des étoiles. »

— Christian Marois
Au cours de l'été 2008, l'équipe de Marois, utilisant une technique d'imagerie angulaire différentielle, a repéré, à l'aide d'images infrarouges prises aux télescopes Keck et Gemini Nord, trois planètes géantes orbitant autour de l'étoile HR 8799 située à environ 129 années-lumière de la Terre. Ils ont fait part de leur découverte dans un article publié dans la revue Science le 13 novembre 2008, soit le même jour et dans la même revue qu'une autre annonce d'observation directe d'une exoplanète, cette fois par coronographie à l'aide du télescope spatial Hubble, par l'équipe de l'astronome Paul Kalas, dont faisait partie également Marois.
Pour cette découverte, Christian Marois, David Lafrenière et René Doyon ont reçu le prix Scientifique de l'année 2008 remis par la Société Radio-Canada.

## Prix et distinctions
- 2008 : Scientifique de l'année remis par la Société Radio-Canada
- 2005 : Médaille Plaskett remise par la CASCA pour sa thèse La recherche de naines brunes et d'exoplanètes : développement d'une technique d'imagerie multibande[1] (Direct Exoplanet Imaging around Sun-like Stars: Beating the Speckle Noise with Innovative Imaging Techniques[9]).
- 2011 : Médaille d'honneur de l'Assemblée nationale[10]